# De Volkskrant
De Volkskrant (hol. Gazeta ludu) – jeden z największych dzienników w Holandii. Ma zasięg krajowy i ukazuje się rano. Został założony w 1919 roku. Z początku była to gazeta katolicka. W latach sześćdziesiątych przesunęła się na lewo. Jednak od lat osiemdziesiątych ma charakter umiarkowany, centrolewicowy. W 2002 roku sprzedawano 326 tys. egzemplarzy dziennie. Należy do De Persgroep. Siedziba znajduje się w Amsterdamie.
De Volkskrant został założony w 1919 roku i jest codzienną gazetą poranną od 1921 roku. Pierwotnie de Volkskrant był gazetą rzymskokatolicką ściśle związaną z Katolicką Partią Ludową i katolickim filarem. Gazeta tymczasowo zaprzestała publikacji w 1941 r. Po ponownym założeniu w 1945 r. jej biuro przeniosło się z Den Bosch do Amsterdamu. W latach 60. stała się gazetą lewicową, ale zaczęła łagodzić swoje stanowisko w 1980 r. W dniu 23 sierpnia 2006 r. Volkskrant opublikował swoje 25 000 wydanie. 
W 1968 r. własność De Volkskrant i Het Parool połączyła się w nową spółkę dominującą, De Perscombinatie. Het Parool zyskał kontrolę ze względu na większe inwestycje w spółkę dominującą. De Perscombinatie rozpoczęła wspólne drukowanie. W 1975 roku dołączył do niej Trouw. W 1994 roku De Perscombinatie przejęła Uitgeverij Meulenhoff & Co i stała się PCM Uitgevers. W 1995 r. PCM przejęła większy Nederlandse Dagblad Unie, właścicieli Algemeen Dagblad i NRC Handelsblad. W 1996 r. przejęła Volkskrant. PCM zostało przejęte w 2009 r. przez De Persgroep z Belgii, a w grudniu 2009 r. zmieniło nazwę na De Persgroup Nederland, obecnie DPG Media Nederland. W 2010 r. Pieter Broertjes zakończył swoją 20-letnią kadencję na stanowisku redaktora naczelnego. W 2013 r. de Volkskrant otrzymał tytuł Europejskiej Gazety Roku w kategorii gazet ogólnokrajowych. W październiku 2006 r. Volkskrant ogłosił, że zamierza rozpocząć publikację bezpłatnej wersji swojej gazety, skierowanej do młodych ludzi. Ponieważ PCM nie wyraziło na to zgody, nigdy do tego nie doszło. 